# الرموز الوطنية لباكستان
لدى باكستان العديد من الرموز الوطنية الرسمية بما في ذلك وثيقة تاريخية وعلم وشعار ونشيد وطني وبرج تذكاري بالإضافة إلى العديد من الأبطال الوطنيين. تم تبني الرموز في مراحل مختلفة من وجود باكستان وهناك العديد من القواعد والقوانين التي تحكم تعريفها أو استخدامها. أقدم رمز هو قرار لاهور الذي تبنته رابطة مسلمي عموم الهند في 23 مارس 1940، والذي قدم الطلب الرسمي لإنشاء دولة منفصلة لمسلمي الهند. كما بُنِي البرج التذكاري منارة باكستان في عام 1968 في الموقع حيث تم تمرير قرار لاهور. اُعتمِد العلم الوطني قبل الاستقلال مباشرة في 14 أغسطس 1947. في حين أنه تم تبني النشيد الوطني وشعار الدولة في عام 1954. وهناك أيضاً العديد من الرموز الأخرى بما في ذلك الحيوانات والطيور والزهور والشجر الوطني.

## قرار لاهور ومنارة باكستان

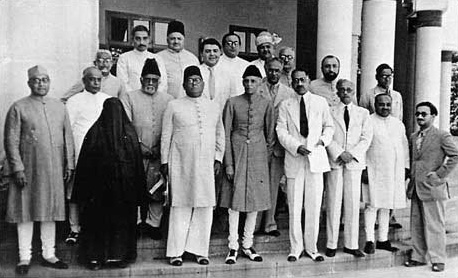
لجنة العمل التابعة لرابطة مسلمي عموم الهند في لاهور، 1940.

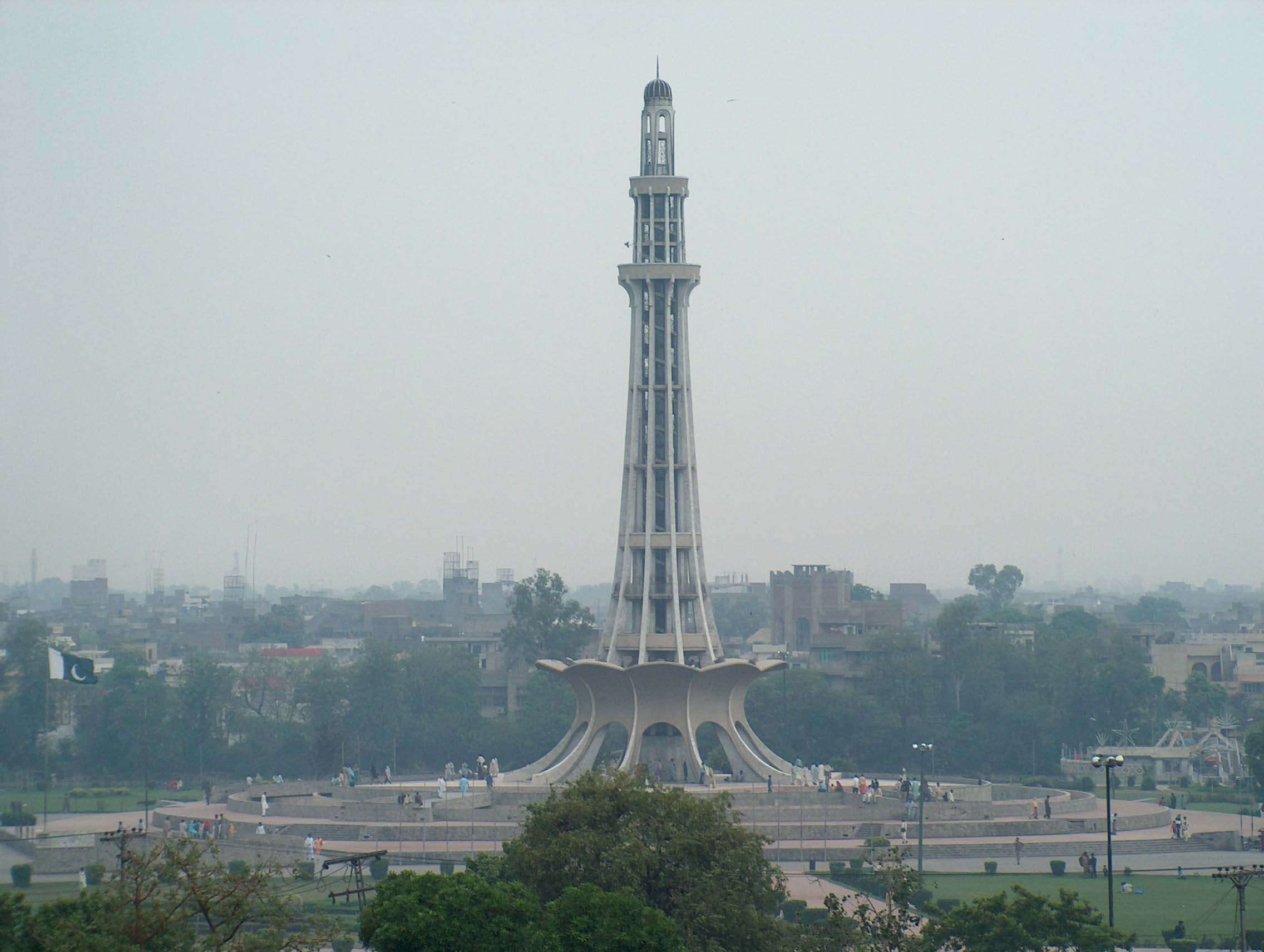
منارة باكستان.

قرار لاهور (بالأردية: قرارداد لاھور)، المعروف أيضاً باسم قرار باكستان، كان بياناً سياسياً رسمياً اعتمدته رابطة مسلمي عموم الهند بمناسبة دورة الأيام الثلاثة من الجلسة العامة التي عُقدت في 22-24 مارس 1940 في متنزه مينتو (متنزه إقبال حالياً) في لاهور. دعا القرار إلى قدر أكبر من الحكم الذاتي الإسلامي في الهند البريطانية وتم تفسيره أنه مطالبة بدولة إسلامية منفصلة. اقترح محمد إقبال فكرة الدولة المنفصلة للمسلمين في الهند لأول مرة في عام 1930 في حين اُقترح تسمية هذه الدولة باسم «باكستان» من طرف شودري رحمت علي في كتيب إعلان باكستان في عام 1933. في البداية، كان محمد علي جناح وغيره من الزعماء يؤيدون الوحدة بين المسلمين والهندوس، ولكن المناخ السياسي المتقلب والعمليات العدائية الدينية في الثلاثينيات جعلت الفكرة السابقة الداعية للاستقلال أكثر قبولاً. في خطابه، انتقد جناح المؤتمر الوطني الهندي والمسلمين القوميين، وتبنى نظرية الأمتين وأسباب المطالبة بأوطان مسلمة منفصلة. وقد صاغ السير إسكندر حياة خان، رئيس وزراء البنجاب، القرار الأصلي، لكن ذلك لم يكن مقبولاً بشكل كامل من قبل جميع لجان العمل، ومن ثم تمت إعادة صياغة القرار من قبل لجنة الموضوعات التابعة للرابطة الإسلامية. كان النص الجديد غامضاً من ناحية قبول مفهوم «المناطق» الإسلامية المختلفة داخل «الهند المتحدة» بسبب المخاوف الطائفية، ولا يوصي بوضوح بإنشاء دولة إسلامية مستقلة تماماً. تم نقل القرار في الجلسة العامة بقلم أبو القاسم فضل الحق وقد تم دعم فضل الحق، رئيس وزراء البنغال، من قبل العديد من القادة. تم تمرير النص الأساسي لقرار لاهور في 24 مارس 1940. في عام 1941 أصبح جزءً من دستور الرابطة الإسلامية. بحلول عام 1946، شكل القرار أساس نضال الرابطة الإسلامية لإنشاء دولة إسلامية منفصلة. وقد أعلن البيان:
«لن تكون هناك أي خطة دستورية قابلة للتطبيق أو مقبولة للمسلمين ما لم يتم ترسيم الوحدات الجغرافية المتجاورة إلى مناطق يجب أن تتكون بهذه التعديلات الإقليمية التي قد تكون ضرورية. إن المناطق التي يكون المسلمون فيها أغلبية عدداً كما هو الحال في المناطق الشمالية الغربية والشرقية من الهند يجب أن يتم تجميعهم لتشكيل دول مستقلة تكون فيها الوحدات التأسيسية مستقلة وذات سيادة... وهذه الضمانات الكافية والفعالة والإلزامية على وجه التحديد يجب أن تكون مضمنة في دستور الأقليات في الوحدات وفي المناطق لحماية حقوقهم الدينية والثقافية والاقتصادية والسياسية والإدارية وغيرها من حقوق الأقليات، مع تشاورهم. لذا يجب اتخاذ الترتيبات لأمن المسلمين حيث كانوا أقلية.»
منارة باكستان (بالأردية: مينارِ پاكستان) أو برج باكستان هي مئذنة خرسانية بطول 60 متراً في متنزه إقبال في لاهور. بُنيت المنارة على الموقع الذي أصدرت فيه رابطة مسلمي عموم الهند قرار لاهور، مطالبين بإنشاء دولة باكستان. تحتفل باكستان الآن بهذا اليوم كعيد وطني كل عام تحت اسم «يوم باكستان» الذي هو نفس اليوم في عام 1956 الذي أصبحت فيه البلاد أول جمهورية إسلامية في العالم. تم تصميم البناية من قبل محمد ولي الله خان وبُنِيت من قبل شركة ميان عبد الخالق. يبلغ ارتفاع قاعدة البرج حوالي 4 أمتار عن الأرض. وتُشكِّل الـ13 متراً التالية قاعدة منحوتة تُشبه الزهرة، ومن هذه النقطة تتناقص المنارة بشكل تدريجي كلما ارتفعت. تم تشكيل القاعدة الأساسية على شكل نجمة خماسية، وهي تحتوي على أحواض على شكل هلال. وهي مُعززة بالخرسانة، مع أرضيات وجدران مصنوعة من الحجر والرخام.

## العلم الوطني

العلم الوطني.

صُمِّم العلم الوطني لباكستان من قبل سيد أمير الدين كيدواي، مؤسس باكستان، واعتمد في تصميمه للعلم على العلم الأصلي للرابطة الإسلامية. وتم تبنيه من قبل الجمعية التأسيسية في 11 أغسطس 1947، قبل أيام من الاستقلال. يُشار إلى العلم في النشيد الوطني باسم علم الهلال والنجمة (بالأردية: پرچمِ ستاره وہلال). يتألف العلم من مجال أخضر غامق، يمثل الغالبية المسلمة في باكستان، مع شريط أبيض عمودي من جهة رفع العلم، يُمثِّل الأقليات الدينية. في الوسط يوجد هلال أبيض، يُمثِّل التقدم، ونجمة بيضاء خماسية الرؤوس، تُمثِّل الضوء والمعرفة. يرمز العلم إلى التزام وتشبت باكستان بالإسلام والعالم الإسلامي وحقوق الأقليات الدينية. يُرفع العلم في عدة أيام مهمة من السنة بما في ذلك يوم الجمهورية ويوم الاستقلال. كما يُرفع أيضاً على المساكن وسيارات العديد من المسؤولين الحكوميين بما في ذلك الرئيس ورئيس الوزراء.

## النشيد الوطني
يُعزف النشيد الوطني لباكستان أو البركة في الأرض المقدسة (بالأردية: قومى ترانہ)، خلال أي حدث يتضمن رفع العلم، على سبيل المثال يوم الجمهورية (23 مارس) ويوم الاستقلال (14 أغسطس). لم تعتمد الجمعية التأسيسية نشيداً وطنياً عقب حصول باكستان على استقلالها، لذا فعندما رُفِع العلم في حفل الاستقلال، كان مصحوباً بأغنية «باكستان زيند آباد، أزادي بيند آباد». طلب محمد علي جناح من الكاتب الهندوسي القاطن في لاهور، جاغان ناث آزاد، أن يكتب نشيداً وطنياً لباكستان. وربما فعل جناح ذلك للترويج لمثالية علمانية أكثر لباكستان. سرعان ما تمت الموافقة على النشيد الذي كتبه آزاد من طرف جناح، وتمت إذاعته على راديو باكستان. استمر عمل آزاد بمثابة النشيد الوطني الباكستاني لمدة ثمانية عشر شهراً.
تم تشكيل لجنة النشيد الوطني في عام 1948، لكنها واجهت صعوبة في العثور على الموسيقى والكلمات المناسبة. وقد أسفرت الزيارة الرسمية الوشيكة لشاه إيران محمد رضا بهلوي في عام 1950، عن تبني متسرع لثلاث مقطوعات من تلحين أحمد غلام علي شاغلا. في البداية تم عزفها بدون كلمات لرئيس الوزراء لياقت علي خان في 10 أغسطس 1950 وتمت الموافقة على عزفها خلال زيارة الشاه. ومع ذلك، لم يتم اعتماد النشيد رسمياً حتى أغسطس 1954. وافقت لجنة النشيد الوطني في نهاية المطاف على كلمات كتبها أبو الأعصار حفيظ جالندهري، وعُزِف النشيد الوطني الجديد لأول مرة بشكل صحيح على راديو باكستان في 13 أغسطس 1954. وتم الإعلان عن الموافقة الرسمية من قبل وزارة الإعلام والإذاعة في 16 أغسطس 1954 وأعقبها أداء النشيد الوطني في عام 1955 ضم أحد عشر مطرباً كبيراً من باكستان بما في ذلك أحمد رشدي.

## شعار الدولة

شعار الدولة.

اُعتمِد شعار الدولة في عام 1954 وهو يرمز إلى الأساس الباكستاني الأيديولوجي، أساس اقتصادها، تراثها الثقافي ومبادئها التوجيهية. المكونات الأربعة للشعار هي قمة الهلال والنجمة فوق الدرع، المُحاط بإكليل من الزهور، وأسفله لفيفة. القمة واللون الأخضر للشعار هي رموز تقليدية للإسلام. يُظهِر الدرع المُربَّع في الوسط القطن والقمح والشاي والجوت، وهي المحاصيل الرئيسية في باكستان عند الاستقلال وتعني القاعدة الزراعية للاقتصاد. يُمثِّل إكليل الزهور الذي يحيط بالدرع التصاميم الزهرية المُستخدمة في الفن المغولي التقليدي ويؤكد على التراث الثقافي لباكستان.

## الشعار الوطني للأمة
تحتوي اللفيفة الموجودة أسفل درع شعار الدولة على شعار محمد علي جناح باللغة الأردية، والذي يُقرأ من اليمين إلى اليسار: (إيمان، اتحاد، نظم وضبط) ويُترجم إلى «الإيمان، الوحدة، الانضباط»، والمقصود به المبادئ التوجيهية لباكستان.

## الرموز الوطنية الأخرى
| الرمز                                                               | العنوان                                           |
| ------------------------------------------------------------------- | ------------------------------------------------- |
| بابا محمد علي جناح                                                  | والد الأمة (القائد العظيم)                        |
| محترمة فاطمة جناح                                                   | والدة الأمة                                       |
| السير محمد إقبال                                                    | الشاعر الوطني                                     |
| محمد بن القاسم الثقفي                                               | البطل الوطني                                      |
| الخريطة الرسمية                                                     | من قبل محمود عالم سهروردي                         |
| فريد الدين مسعود                                                    | القديس الوطني                                     |
| الأردية[إخفاق التحقق]                                               | اللغة الوطنية لباكستان هي الأردية                 |
| حمزة نامه                                                           | الملحمة الوطنية                                   |
| الأحدب                                                              | السلاح الوطني                                     |
| الهلال والنجمة - أيقونة دينية                                       | الرمز الوطني                                      |
| الخطوط الجوية الدولية الباكستانية                                   | الناقل الوطني                                     |
| روبية باكستانية                                                     | العملة الوطنية                                    |
| سلوار قميص                                                          | الزي الوطني                                       |
| لوللوود                                                             | صناعة الإعلام والسينما الوطنية                    |
| ياسمين شامي                                                         | الزهرة الوطنية                                    |
| أرز دوداري                                                          | الشجرة الوطنية                                    |
| فراشة إمبراطورية هندية أرجوانية                                     | الفراشة الوطنية                                   |
| منجا (الصيف) جوافة (الشتاء)                                         | الفاكهة الوطنية                                   |
| بامية                                                               | الخضروات الوطنية                                  |
| برياني باكستاني                                                     | الطبق الوطني                                      |
| عصير قصب                                                            | المشروب الوطني                                    |
| قصب السكر                                                           | المحصول الوطني                                    |
| المهاشر الذهبي                                                      | السمك الوطني                                      |
| ضفدع رخامي هندي                                                     | البرمائيات الوطنية                                |
| دولفين نهر الغانج                                                   | الحيوان البحري الوطني (حيوان ثديي بحري مائي مؤمم) |
| مجار                                                                | الزواحف الوطنية                                   |
| نمر الثلوج شاهين أسود طائر الدولة العسكري للقوات الجوية الباكستانية | الحيوانات المفترسة الوطنية                        |
| مكاك ريسوسي                                                         | الحيوان الثديي الوطني                             |
| مارخور                                                              | الحيوان الوطني                                    |
| حجل شوكار                                                           | الطائر الوطني                                     |
| السيوف الثلاثة                                                      | الأيقونة الوطنية                                  |
| كاثاك                                                               | التراث الوطني، رقص شعبي                           |
| دف                                                                  | الآلة الموسيقية الوطنية                           |
| هوكي الحقل                                                          | الرياضة الوطنية                                   |
| جبل كي 2                                                            | الجبل الوطني                                      |
| نهر السند                                                           | النهر الوطني                                      |
| مسجد بادشاهي ("المسجد الإمبراطوري")                                 | التراث الوطني                                     |
| مسجد الملك فيصل                                                     | المسجد الوطني                                     |
| ضريح بابا فريد                                                      | الضريح الوطني لباكستان (باكبتان)                  |
| مقابر كتاس راج                                                      | المعبد الوطني                                     |
| متنزه فاطمة جناح (حديقة الورود والياسمين)                           | المتنزه الوطني                                    |
| منارة باكستان (البرج الوطني لباكستان)                               | النصب التذكاري الوطني                             |
| مزار قائد                                                           | الضريح الوطني                                     |
| باب خيبر ("الممر الوطني لباكستان")                                  | الممر الوطني                                      |
| بوابة باكستان                                                       | النصب التذكاري الوطني                             |
| حفل حدود واغه                                                       | الحفل الوطني                                      |
| نصب باكستان التذكاري                                                | النصب التذكاري الوطني                             |
| متحف لاهور                                                          | المتحف الوطني                                     |
| مكتبة قائد العظم                                                    | المكتبة الوطنية                                   |

## وصلات خارجية
- حكومة باكستان
- وزارة الإعلام والإذاعة
- وزارة الثقافة والرياضة وشؤون الشباب
- وزارة التراث الوطني والتكامل